# Abram Kardiner

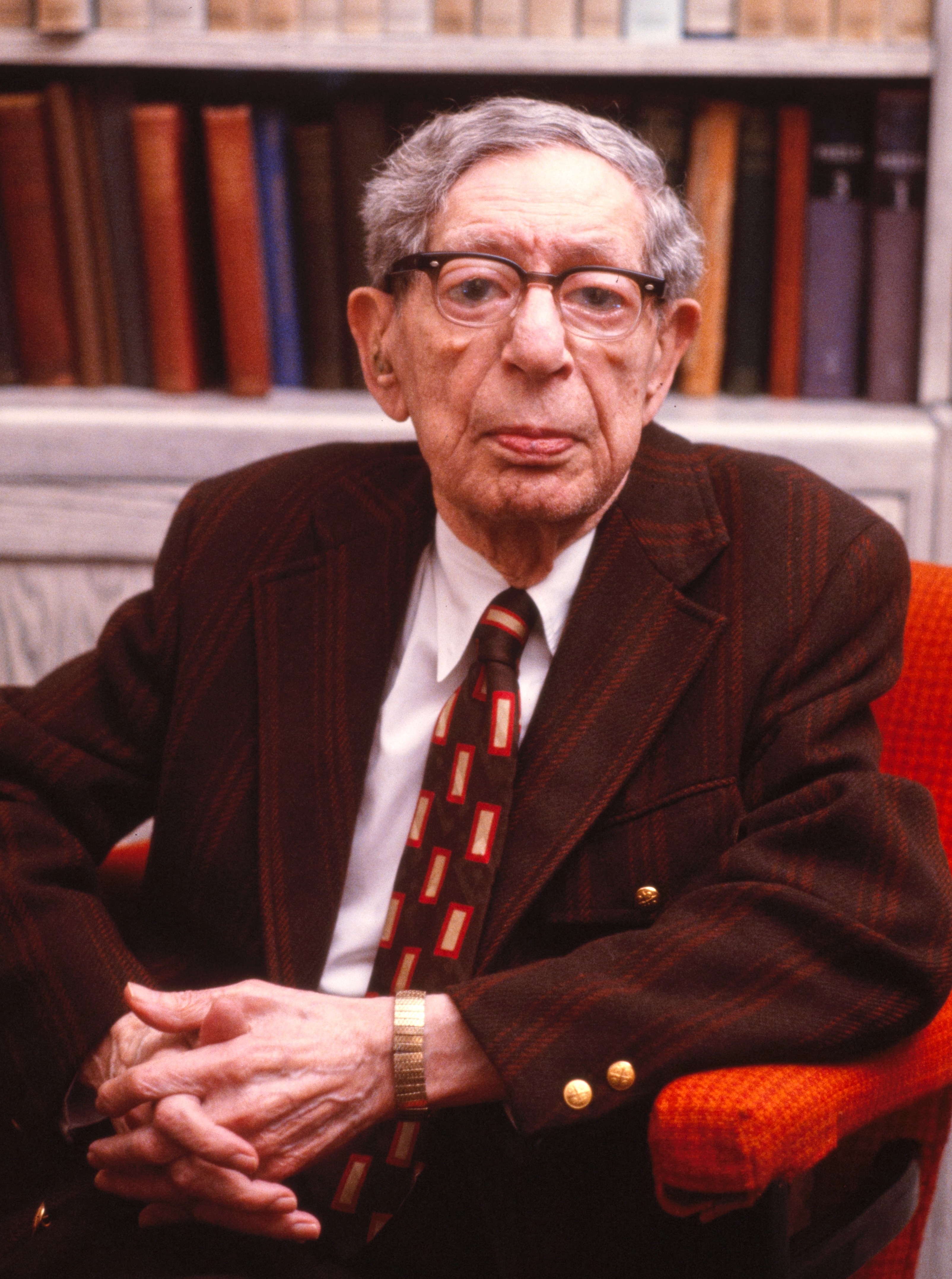

Abram Kardiner (geb. 17. August 1891 in Manhattan; gest. 28. Juli 1981 in Easton, Connecticut) war ein US-amerikanischer Psychoanalytiker, Psychiater und Sozialanthropologe.

## Leben und Werk
Abram Kardiner wurde 1891 geboren. Er schloss im Jahr 1917 sein Studium der Medizin am College of the City of New York ab. Die Jahre 1921–1922 verbrachte er als Lehrjahre bei Sigmund Freud. Von 1922 bis 1944 war er als Psychiater am New York Psychoanalytic Institute (NYPSI) tätig. 1949 übernahm er die Leitung eines Psychiatrischen Klinik und war seit 1955 Professor für Psychiatrie an der Emory University, einer Privatuniversität in Atlanta/Georgia.
Sein Buch The Individual and His Society. The Psychodynamics of Primitive Social Organization (Das Individuum und seine Gesellschaft. Die Psychodynamik der primitiven Sozialorganisation) fand Aufnahme in dem Band Hauptwerke der Ethnologie von Feest/Kohl.
Zusammen mit Edward Preble ist er Verfasser des Buches They studied man, (1961) das auf Deutsch unter dem Titel  Wegbereiter der modernen Anthropologie erschien (Ffm 1974) und sich in Teil 1 mit den Theorien von Charles Darwin, Herbert Spencer, Edward Tylor, James Frazer, Emile Durkheim, Franz Boas, Bronislaw Malinowski, Alfred Louis Kroeber und Ruth Benedict auseinandersetzt, und in Teil 2 – für den laut Vorwort Kardiner besonders verantwortlich ist – mit denen Sigmund Freuds.

## Publikationen
- The Individual and His Society. The Psychodynamics of Primitive Social Organization. New York 1939
- Sex and Morality, 1954
- Mitautor von Psychological Frontiers of Society, 1945
- (mit Lionel Ovesey): The Mark of Oppression. 1951
- (mit Edward Preble): Wegbereiter der modernen Anthropologie. Frankfurt (am Main): Suhrkamp, 1974, 1. Aufl. (They studied man; dt.) – Digitalisat (englisch)
- My analysis with Freud. New York: Norton, 1977, 1. ed.
  - Meine Analyse bei Freud. München: Kindler, 1979